# Seznam dílů seriálu Kurz sebeovládání
Toto je seznam dílů seriálu Kurz sebeovládání.

## Přehled řad
| Řada | Díly | Premiéra v USA  | Premiéra v USA    | Premiéra v ČR     | Premiéra v ČR     |
| Řada | Díly | První díl       | Poslední díl      | První díl         | Poslední díl      |
| ---- | ---- | --------------- | ----------------- | ----------------- | ----------------- |
| 1    | 10   | 28. června 2012 | 23. srpna 2012    | 1. července 2019  | 16. července 2019 |
| 2    | 90   | 17. ledna 2013  | 22. prosince 2014 | 17. července 2019 | 19. prosince 2019 |

## Seznam dílů

### První řada (2012)
| Č. v seriálu | Č. v řadě | Původní název                           | Český název                             | Režie        | Scénář                                                  | Premiéra v USA    | Premiéra v ČR     |
| ------------ | --------- | --------------------------------------- | --------------------------------------- | ------------ | ------------------------------------------------------- | ----------------- | ----------------- |
| 1            | 1         | Charlie Goes Back to Therapy            | Charlie se vrací na terapii             | Andy Cadiff  | Bruce Helford                                           | 28. června 2012   | 1. července 2019  |
| 2            | 2         | Charlie and the Slumpbuster             | Charlie a krotitelka krizí              | Gerry Cohen  | Kristy Grant                                            | 28. června 2012   | 2. července 2019  |
| 3            | 3         | Charlie Tries Sleep Deprivation         | Charlie zkouší spánkovou deprivaci      | Bob Koherr   | Dave Caplan                                             | 5. července 2012  | 4. července 2019  |
| 4            | 4         | Charlie and Kate Battle Over a Patient  | Charlie a Kate se přetahují o pacienta  | Andy Cadiff  | Bob Kushell                                             | 12. července 2012 | 3. července 2019  |
| 5            | 5         | Charlie Tries to Prove Therapy is Legit | Charlie přesvědčuje                     | Rob Schiller | Daley Haggar                                            | 19. července 2012 | 10. července 2019 |
| 6            | 6         | Charlie Dates Kate's Patient            | Charlie chodí s Katinou pacientkou      | Sam Simon    | Shauna McGarry                                          | 26. července 2012 | 9. července 2019  |
| 7            | 7         | Charlie's Patient Gets Out of Jail      | Charlieho pacient je propuštěn z vězení | Gerry Cohen  | Michael Loft                                            | 2. srpna 2012     | 8. července 2019  |
| 8            | 8         | Charlie Outs a Patient                  | Charlie a negativní hodnocení           | Rob Schiller | Brian Posehn                                            | 9. srpna 2012     | 11. července 2019 |
| 9            | 9         | Charlie's Dad Visits                    | Návštěva Charlieho táty                 | Bob Koherr   | námět: Daley Haggar scénář: Brian Posehn a Kristy Grant | 16. srpna 2012    | 15. července 2019 |
| 10           | 10        | Charlie Gets Romantic                   | Charlie podlehne romantice              | Bob Koherr   | Janae Bakken                                            | 23. srpna 2012    | 16. července 2019 |

### Druhá řada (2013–2014)
| Č. v seriálu | Č. v řadě | Původní název                                                   | Český název                        | Režie                        | Scénář                                   | Premiéra v USA     | Premiéra v ČR      |
| ------------ | --------- | --------------------------------------------------------------- | ---------------------------------- | ---------------------------- | ---------------------------------------- | ------------------ | ------------------ |
| 11           | 1         | Charlie Loses it at a Baby Shower                               | Charlie a oslava narození          | Steve Zuckerman              | Michael Loftus                           | 17. ledna 2013     | 17. července 2019  |
| 12           | 2         | Charlie's Dad Starts to Lose It                                 | Charlieho táta to nezvládá         | Andy Cadiff                  | Clay Graham                              | 17. ledna 2013     | 18. července 2019  |
| 13           | 3         | Charlie and the Ex–Patient                                      | Charlie a bývalá pacientka         | Gerry Cohen                  | Daley Haggar                             | 24. ledna 2013     | 22. července 2019  |
| 14           | 4         | Charlie's Dad Breaks Bad                                        | Charlieho táta se utrhl ze řetězu  | Bob Koherr                   | Eric Weinberg                            | 31. ledna 2013     | 23. července 2019  |
| 15           | 5         | Charlie & Jen Together Again                                    | Charlie a Jen zase spolu           | Gerry Cohen                  | Bob Kushell                              | 7. února 2013      | 24. července 2019  |
| 16           | 6         | Charlie and Deception Therapy                                   | Charlie a terapie klamem           | Andy Cadiff                  | Eric Weinberg                            | 14. února 2013     | 25. července 2019  |
| 17           | 7         | Charlie Dates a Teacher                                         | Charlie randí s učitelkou          | Bob Koherr                   | Michael Loftus                           | 21. února 2013     | 29. července 2019  |
| 18           | 8         | Charlie & Cee Lo                                                | Charlie a Cee Lo                   | Gerry Cohen                  | Daniel Dratch                            | 28. února 2013     | 30. července 2019  |
| 19           | 9         | Charlie is an Expert Witness                                    | Charlie je soudní znalec           | Gerry Cohen                  | Daniel Dratch                            | 7. března 2013     | 31. července 2019  |
| 20           | 10        | Charlie & Catholicism                                           | Charlie a katolická víra           | Steve Zuckerman              | Dave Caplan                              | 14. března 2013    | 1. srpna 2019      |
| 21           | 11        | Charlie Dates Crazy, Sexy, Angry                                | Charlie a šílená bejvalka          | Andy Cadiff                  | Kristy Grant                             | 4. dubna 2013      | 5. srpna 2019      |
| 22           | 12        | Charlie Gets Lindsay Lohan in Trouble                           | Charlie dostane Lindesy do maléru  | Bob Koherr                   | Dave Caplan, Bruce Helford a Bob Kushell | 11. dubna 2013     | 6. srpna 2019      |
| 23           | 13        | Charlie and Lacey Piss Off the Neighborhood                     | Charlie, Lacey a naštvaní sousedi  | Bob Koherr                   | Daley Haggar                             | 18. dubna 2013     | 7. srpna 2019      |
| 24           | 14        | Charlie and Kate Horse Around                                   | Charlie a Kate si hrají            | Bob Koherr                   | Shauna McGarry                           | 18. dubna 2013     | 8. srpna 2019      |
| 25           | 15        | Charlie's Patients Hook Up                                      | Charlieho pacienti spolu randí     | Gerry Cohen                  | Renée Estevez                            | 25. dubna 2013     | 12. srpna 2019     |
| 26           | 16        | Charlie and Kate's Dirty Pictures                               | Nevhodné fotky Charlieho a Kate    | Bob Koherr                   | Rob Ulin                                 | 2. května 2013     | 13. srpna 2019     |
| 27           | 17        | Charlie Lets Kate Take Charge                                   | Charlie nechá Kate převzít velení  | Gerry Cohen                  | Dave Caplan                              | 9. května 2013     | 14. srpna 2019     |
| 28           | 18        | Charlie and the Break-Up Coach                                  | Charlie a rozchodový kouč          | Gerry Cohen                  | Ray James                                | 16. května 2013    | 15. srpna 2019     |
| 29           | 19        | Charlie, Kate and Jen Get Romantic                              | Charlie, Kate, Jen a romantika     | Andy Cadiff                  | Bob Kushell                              | 23. května 2013    | 19. srpna 2019     |
| 30           | 20        | Charlie Breaks Up With Kate                                     | Charlie se rozejde s Kate          | Bob Koherr                   | Eric Weinberg                            | 30. května 2013    | 20. srpna 2019     |
| 31           | 21        | Charlie & His New Therapist                                     | Charlie a nová terapeutka          | Gerry Cohen                  | Renée Estevez                            | 3. června 2013     | 27. srpna 2019     |
| 32           | 22        | Charlie and Kate Start a Sex Study                              | Charlie a studium sexu             | Gerry Cohen                  | Ray James                                | 6. června 2013     | 21. srpna 2019     |
| 33           | 23        | Charlie and the Secret Gigolo                                   | Charlie a tajný gigolo             | Gerry Cohen                  | Daniel Drat                              | 10. června 2013    | 28. srpna 2019     |
| 34           | 24        | Charlie and His New Friend With Benefits                        | Charlie a přítelkyně s výhodami    | Kevin Sullivan               | Bob Kushell                              | 13. června 2013    | 22. srpna 2019     |
| 35           | 25        | Charlie and the Airport Sext                                    | Charlie a divoký překlep           | Gerry Cohen                  | Shauna McGarry                           | 20. června 2013    | 26. srpna 2019     |
| 36           | 26        | Charlie and the Hot Nerd                                        | Charlie a sexy šprtka              | Gerry Cohen                  | Daley Haggar                             | 27. června 2013    | 29. srpna 2019     |
| 37           | 27        | Charlie Dates a Serial Killer's Sister                          | Charlie a nenormální rande         | Gerry Cohen                  | Michael Loftus                           | 11. července 2013  | 2. září 2019       |
| 38           | 28        | Charlie and the Cheating Patient                                | Charlieho pacient podvádí          | Bob Koherr                   | Kristy Grant                             | 18. července 2013  | 3. září 2019       |
| 39           | 29        | Charlie and the Virgin                                          | Charlie a malá výpomoc             | Bob Koherr                   | Shauna McGarry                           | 25. července 2013  | 5. září 2019       |
| 40           | 30        | Charlie and the Hit and Run                                     | Charlie a krůtí dodávka            | Gerry Cohen                  | Rob Ulin                                 | 1. srpna 2013      | 4. září 2019       |
| 41           | 31        | Charlie Kills His Ex's Sex Life                                 | Charlie a nejkrásnější smrt        | Gerry Cohen                  | Kristy Grant                             | 8. srpna 2013      | 9. září 2019       |
| 42           | 32        | Charlie and the Prison Riot                                     | Charlie a vzpoura vězňů            | Gerry Cohen                  | Clay Graham                              | 15. srpna 2013     | 10. září 2019      |
| 43           | 33        | Charlie and Kate Do It For Money                                | Charlie a Kate to dělají za prachy | Bob Koherr                   | Dave Caplan                              | 5. září 2013       | 11. září 2019      |
| 44           | 34        | Charlie and the Sting                                           | Charlieho pomsta                   | Gerry Cohen                  | Daniel Dratch                            | 12. září 2013      | 12. září 2019      |
| 45           | 35        | Charlie Gets the Party Started                                  | Charlie rozjíždí večírek           | Gerry Cohen                  | Daley Haggar                             | 19. září 2013      | 16. září 2019      |
| 46           | 36        | Charlie and the Grad Student                                    | Charlie a studentka                | Bob Koherr                   | Clay Graham                              | 26. září 2013      | 17. září 2019      |
| 47           | 37        | Charlie's New Sex Study Partner                                 | Charlie má novou partnerku         | Bob Koherr                   | Dave Caplan, Bruce Helford a Bob Kushell | 3. října 2013      | 18. září 2019      |
| 48           | 38        | Charlie and the Sex Addict                                      | Charlie a závislost na sexu        | Steve Zuckerman              | Bob Kushell                              | 10. října 2013     | 19. září 2019      |
| 49           | 39        | Charlie and the Hooker                                          | Charlie a šlapka                   | Steve Zuckerman              | Corinne Stikeman                         | 24. října 2013     | 23. září 2019      |
| 50           | 40        | Charlie and the Devil                                           | Charlie a ďábel                    | Gerry Cohen                  | Renée Estevez                            | 31. října 2013     | 24. září 2019      |
| 51           | 41        | Charlie and Sean and the Battle of the Exes                     | Charlie a past na Seana            | Shelley Jensen               | Andy Roth                                | 7. listopadu 2013  | 25. září 2019      |
| 52           | 42        | Charlie Helps Lacey Stay Rich                                   | Charlie a svěřenecký fond          | Gerry Cohen                  | Rob Ulin                                 | 14. listopadu 2013 | 26. září 2019      |
| 53           | 43        | Charlie Loses His Virginity Again                               | Charlie napravuje reputaci         | Steve Zuckerman              | Daniel Dratch                            | 21. listopadu 2013 | 30. září 2019      |
| 54           | 44        | Charlie Does It for Science                                     | Charlie to dělá pro vědu           | Bob Koherr                   | Michael Loftus                           | 5. prosince 2013   | 1. října 2019      |
| 55           | 45        | Charlie and Lacey Shack Up                                      | Charlie a život na hromádce        | Bob Koherr                   | Daley Haggar                             | 12. prosince 2013  | 2. října 2019      |
| 56           | 46        | Charlie and the Christmas Hooker                                | Charlie a vánoční přání            | Bob Koherr                   | Shauna McGarry                           | 19. prosince 2013  | 3. října 2019      |
| 57           | 47        | Charlie and the Pajama Intervention                             | Charlie a pyžamový zásah           | Bob Koherr                   | Dave Caplan                              | 23. ledna 2014     | 7. října 2019      |
| 58           | 48        | Charlie Sets Jordan Up with a Serial Killer                     | Charlie dohazovačem                | Bob Koherr                   | Rob Ulin                                 | 30. ledna 2014     | 8. října 2019      |
| 59           | 49        | Charlie and the Twins                                           | Charlie a dvojčata                 | Bob Koherr                   | Clay Graham                              | 6. února 2014      | 9. října 2019      |
| 60           | 50        | Charlie and Sean Fight Over a Girl                              | Charlie a boj o dívku              | Steve Zuckerman              |                                          | 27. února 2014     | 10. října 2019     |
| 61           | 51        | Charlie and the Last Temptation of Eugenio                      | Charlie a poslední pokušení        | Bob Koherr                   | Bob Kushell                              | 6. března 2014     | 14. října 2019     |
| 62           | 52        | Charlie and the Hot Latina                                      | Charlie a sexy hispánka            | Bob Koherr                   | Eric Weinberg                            | 13. března 2014    | 15. října 2019     |
| 63           | 53        | Charlie and His Probation Officer's Daughter                    | Charlie a dcera probačního         | Shelley Jensen               | Kimberly Altamirano                      | 20. března 2014    | 16. října 2019     |
| 64           | 54        | Charlie Gets Date Rated                                         | Charlieho hodnocení                | Steve Zuckerman              | Dave Caplan                              | 27. března 2014    | 17. října 2019     |
| 65           | 55        | Charlie and Jordan Go to Prison                                 | Charlie a Jordan jdou do vězení    | Bob Koherr                   | Shauna McGarry                           | 3. dubna 2014      | 21. října 2019     |
| 66           | 56        | Charlie and the Re-Virginized Hooker                            | Charlie a znovupanenská šlapka     | Bob Koherr                   | Michael Loftus                           | 10. dubna 2014     | 22. října 2019     |
| 67           | 57        | Charlie Catches Jordan in the Act                               | Charlie nachytá Jordan             | Bob Koherr                   | Kristy Grant                             | 17. dubna 2014     | 23. října 2019     |
| 68           | 58        | Charlie Spends the Night with Lacey                             | Charlie stráví noc s Lacey         | Bob Koherr                   | Eric Weinberg                            | 24. dubna 2014     | 24. října 2019     |
| 69           | 59        | Charlie Screws a Prisoner's Girlfriend                          | Charlie a vězňova holka            | Steve Zuckerman              | Bob Kushell                              | 1. května 2014     | 28. října 2019     |
| 70           | 60        | Charlie Cops a Feel                                             | Charlie a přítelkyně od policie    | Steve Zuckerman              | Bob Kushell                              | 8. května 2014     | 29. října 2019     |
| 71           | 61        | Charlie, Lacey and the Dangerous Plumber                        | Charlie a nebezpečný instalatér    | Steve Zuckerman              | Daniel Drac                              | 15. května 2014    | 30. října 2019     |
| 72           | 62        | Charlie and the Mother of All Sessions                          | Charlie a matka všech sezení       | Bob Koherr                   | Dave Caplan                              | 29. května 2014    | 31. října 2019     |
| 73           | 63        | Charlie and Sean's Twisted Sister                               | Charlie a Seanova zvrácená sestra  | Bob Koherr                   | Michael Loftus                           | 4. srpna 2014      | 4. listopadu 2019  |
| 74           | 64        | Charlie Has a Threesome                                         | Charlie a milostný trojúhelník     | Bob Koherr                   | Daley Haggar                             | 4. srpna 2014      | 5. listopadu 2019  |
| 75           | 65        | Charlie and the Lap Dance of Doom                               | Charlie a tanec zkázy na klíně     | Bob Koherr                   | Eric Weinberg                            | 11. srpna 2014     | 6. listopadu 2019  |
| 76           | 66        | Charlie Tests His Will Power                                    | Charlie testuje sílu vůle          | Bob Koherr                   | Bob Kushell                              | 11. srpna 2014     | 7. listopadu 2019  |
| 77           | 67        | Charlie and the Psychic Therapist                               | Charlie a duchovní terapeut        | Bob Koherr                   | Kristy Grant                             | 18. srpna 2014     | 11. listopadu 2019 |
| 78           | 68        | Charlie Gets Between Sean and Jordan                            | Charlie rozhádá Seana a Jordan     | Bob Koherr                   | Dave Caplan                              | 18. srpna 2014     | 12. listopadu 2019 |
| 79           | 69        | Charlie Does Times With the Hot Warden                          | Charlie a boj o skupinu            | Bob Koherr                   | Shauna McGarry                           | 25. srpna 2014     | 13. listopadu 2019 |
| 80           | 70        | Charlie & The Warden's Dirty Secret                             | Charlie a ředitelčino tajemství    | Bob Koherr                   | Renée Estevez                            | 25. srpna 2014     | 14. listopadu 2019 |
| 81           | 71        | Charlie and the Temper of Doom                                  | Charlie a jeho povaha zkázy        | Bob Koherr                   | Bob Kushell                              | 1. září 2014       | 19. listopadu 2019 |
| 82           | 72        | Charlie Gets Trashed                                            | Charlie zavalený odpadky           | Bob Koherr a Steve Zuckerman | Renée Estevez                            | 1. září 2014       | 18. listopadu 2019 |
| 83           | 73        | Charlie and the Case of the Curious Hottie                      | Charlie a zvědavá kočka            | Bob Koherr                   | Dave Caplan                              | 8. září 2014       | 20. listopadu 2019 |
| 84           | 74        | Charlie Pledges a Sorority Sister                               | Charlie a sesterstvo               | Bob Koherr                   | Andy Roth a Corinne Stikeman             | 8. září 2014       | 21. listopadu 2019 |
| 85           | 75        | Charlie Plays Hide and Go Cheat                                 | Charlie a důkaz nevěry             | Bob Koherr                   | Dave Caplan                              | 3. listopadu 2014  | 25. listopadu 2019 |
| 86           | 76        | Charlie & the Revenge of the Hot Nerd                           | Charlie a sexy ajťačka             | Bob Koherr                   | Bob Kushell                              | 3. listopadu 2014  | 26. listopadu 2019 |
| 87           | 77        | Charlie and the Curse of the Flying Fist                        | Charlie a prokletí létající pěsti  | Bob Koherr                   | Daniel Dratch                            | 10. listopadu 2014 | 27. listopadu 2019 |
| 88           | 78        | Charlie and the Houseful of Hookers                             | Charlie a jeho vykřičený dům       | Steve Zuckerman              | Dave Caplan                              | 10. listopadu 2014 | 28. listopadu 2019 |
| 89           | 79        | Charlie Gets Patrick High                                       | Charlie sjede Patricka             | Bob Koherr                   | Eric Weinberg                            | 17. listopadu 2014 | 2. prosince 2019   |
| 90           | 80        | Charlie and Lacey Go For Broke                                  | Charlie a Lacey na mizině          | Bob Koherr                   | Kimberly Altamirano                      | 17. listopadu 2014 | 3. prosince 2019   |
| 91           | 81        | Charlie & the Terrible, Horrible, No Good Very Bad Thanksgiving | Charlie a nepovedená oslava        | Bob Koherr                   | Michael Loftus                           | 24. listopadu 2014 | 4. prosince 2019   |
| 92           | 82        | Charlie Rolls the Dice in Vegas                                 | Charlieho návštěva Vegas           | Bob Koherr                   | Ron Rappaport                            | 24. listopadu 2014 | 5. prosince 2019   |
| 93           | 83        | Charlie & the Return of the Danger Girl                         | Charlie a nebezpečná dívka         | Bob Koherr                   | Kristy Grant                             | 1. prosince 2014   | 9. prosince 2019   |
| 94           | 84        | Charlie Gets in Bed With Jordan's Ex                            | Charlie a investor                 | Bob Koherr                   | Dave Caplan                              | 1. prosince 2014   | 10. prosince 2019  |
| 95           | 85        | Charlie's Living the Dream                                      | Charlieho zlý sen                  | Bob Koherr                   | Bruce Helford                            | 8. prosince 2014   | 11. prosince 2019  |
| 96           | 86        | Charlie Meets his Match                                         | Charlie a ta pravá                 | Bob Koherr                   | Bob Kushell                              | 8. prosince 2014   | 12. prosince 2019  |
| 97           | 87        | Charlie and The Epic Relationship Fail                          | Charlie a velký vztahový průšvih   | Bob Koherr                   | Andrew Roth a Corinne Stikeman           | 15. prosince 2014  | 16. prosince 2019  |
| 98           | 88        | Charlie Gets Tied Up with A Catholic Girl                       | Charlie a katolická dívka          | Bob Koherr                   | Bob Kushell                              | 15. prosince 2014  | 17. prosince 2019  |
| 99           | 89        | Charlie and the Sexy Swing Vote                                 | Charlie a právo volby              | Bob Koherr                   | Dave Caplan                              | 22. prosince 2014  | 18. prosince 2019  |
| 100          | 90        | Charlie & The 100th Episode                                     | Charlie a stá epizoda              | Bob Koherr                   | Bruce Helford, Dave Caplan a Bob Kushell | 22. prosince 2014  | 19. prosince 2019  |